# Temple of the Dog (álbum)
Temple of the Dog es el único álbum del grupo de grunge del mismo nombre, editado como tributo al fallecido cantante Andrew Wood, quien fuera cantante del grupo Mother Love Bone y amigo personal de Chris Cornell. El grupo estaba conformado por Chris Cornell y Matt Cameron de Soundgarden y por Eddie Vedder, Mike McCready, Stone Gossard y Jeff Ament de Pearl Jam. El álbum fue presentado el 16 de abril de 1991 a través de A&M Records.

## Lista de canciones
Toda la información está tomada de richdown.com
Todas las canciones están acreditadas a Chris Cornell, excepto donde se indica.
1. "Say Hello 2 Heaven" - 6:22
2. "Reach Down" - 11:11
3. "Hunger Strike" - 4:03
4. "Pushin Forward Back" (Ament, Cornell, Gossard) - 3:44
5. "Call Me a Dog" - 5:02
6. "Times of Trouble" (Cornell, Gossard) - 5:41
7. "Wooden Jesus" - 4:09
8. "Your Saviour" - 4:02
9. "Four Walled World" (Cornell, Gossard) - 6:53
10. "All Night Thing" - 3:52

## Créditos

### Temple of the Dog
- Jeff Ament - Bajo
- Matt Cameron - Batería, percusión
- Chris Cornell - Banjo ("Wooden Jesus"), armónica ("Times of Trouble"), voz, guitarra
- Stone Gossard - Guitarra, guitarra slide, guitarra acústica
- Mike McCready - Guitarra
- Eddie Vedder - Coros ("Pushin Forward Back", "Your Saviour", "Four Walled World"), voz ("Hunger Strike" y "Wooden Jesus")

### Músicos adicionales
- Rick Parashar - Órgano ("All Night Thing"), Piano ("Call Me a Dog", "Times of Trouble", "All Night Thing")

### Personal adicional
- Productor - Rick Parashar, Temple of the Dog

## Posición en listas

### Álbum
| Año  | Lista             | Posición |
| ---- | ----------------- | -------- |
| 1992 | The Billboard 200 | 5        |
| 1992 | Heatseekers       | 5        |

### Sencillos
| Año  | Sencillo             | Lista                        | Posición |
| ---- | -------------------- | ---------------------------- | -------- |
| 1992 | "Hunger Strike"      | Canciones de Rock Mainstream | 4        |
| 1992 | "Hunger Strike"      | Canciones de Rock Moderno    | 7        |
| 1993 | "Say Hello 2 Heaven" | Canciones de Rock Mainstream | 5        |